# Lewis Gompertz

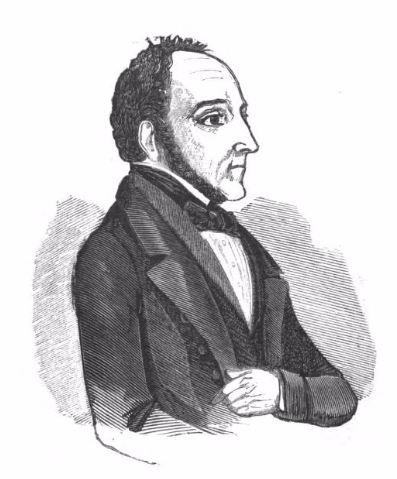

Lewis Gompertz (auch: Louis Gompertz; * 1783 oder 1784 in Surrey, England; † 2. Dezember 1861 in Kennington) war Tierschützer und Erfinder eines Handkurbel-Antriebes für Draisinen, den er 1821 konstruierte.

## Leben
Karl Drais erfand 1817 die Draisine, einen Vorläufer des Fahrrades. Diese hatte noch keinen Antrieb, sondern wurde vorwärts bewegt, indem der Fahrer sich mit den Füßen am Boden abstieß.
Seit 1819 gab es Versuche, mit mechanischen Einrichtungen dem Fahrer eines solchen Velozipedes beim Antrieb zu helfen. Sie scheiterten daran, dass sie zu kompliziert waren. Erst Lewis Gompertz baute 1821 erfolgreich einen Mechanismus, mit dem das Vorderrad per Hand bewegt werden konnte. Dabei wurde die Lenkstange nach hinten gezogen und bewegte damit einen mit Zahnrädern versehenen Quadranten (Viertelkreis), der ein Zahnrad drehte, das auf die vordere Nabe wirkte. Das Zahnrad hatte einen Freilauf, der es ermöglichte, die Lenkstange wieder in die vordere Position zu bringen.
Dieser Mechanismus wird auch als ein Vorläufer der Fahrradkette beschrieben.
Danach dauerte es noch einige Jahrzehnte, bis die Entwicklung des Fahrrades mit der Erfindung der Tretkurbel weiterging.
Gompertz war 1824 Gründungsmitglied der Society for the Prevention of Cruelty to Animals (SPCA), aus der später die Royal Society for the Prevention of Cruelty to Animals (RSPCA) wurde, die älteste Tierschutzorganisation der Welt.
Lewis Gompertz starb im Winter 1861 an den Folgen einer Bronchitis und wurde auf dem Friedhof einer Kenningtoner Kirche neben seiner Frau Ann bestattet.